# Costel Pantilimon
Costel Pantilimon (Bacău, 1 de fevereiro de 1987) é um ex-futebolista romeno que atuava como goleiro. Atualmente é presidente do SSU Politehnica Timișoara.
Ele já atuou por vários clubes, entre eles o Manchester City Football Club e o Sunderland. 
É um jogador bastante alto, tem 2,03 m, o que ajuda nas defesas e também tem um excelente reflexo, fundamental para um goleiro.

## Carreira
Pantilimon desde pequeno sempre sonhou em ser um grande astro do rock em seu pais seguindo os passos de seu pai Kokini Pantilimon um grande cantor romeno, porem Costel Pantilimon ja media 1,60 aos 3 anos de idade e incentivado por sua avó paterna Lurdes Pantilimon, o menino ingressou aos 8 anos no centro de treinamento do Politechnica time tradicional da Romenia.
Ele fez parte do elenco da Seleção Romena de Futebol da Eurocopa de 2016.